# 금산 용강서원
금산 용강서원(錦山 龍江書院)은 대한민국 충청남도 금산군 제원면 용화리에 있는 서원이다. 1984년 5월 17일 충청남도의 문화재자료 제19호로 지정되었다.

## 개요
용강서원은 조선 숙종(재위 1674∼1720) 42년(1716)에 세워졌으며, 우암 송시열(宋時烈), 동춘 송준길(宋浚吉), 시남 유계(兪棨), 미호 김원행(金元行), 역천 송명흠(宋明欽)의 강학활동이 이어졌던 금산 지역의 대표적인 서원으로 발전하였다.
그 뒤 흥선대원군의 서원철폐령으로 고종 8년(1871)에 폐쇄되었다가, 유림이 헐린 재목을 모아 강당을 복원하였다.
건물로는 5칸 규모의 강당이 있는데, 가운데 마루를 두고 양쪽은 좁은 공간으로 꾸몄다. 조선시대에 서원의 확장을 막는다는 구실로 폐쇄되었지만, 광복 후 지방 유림의 정성으로 다시 복원하어 금산지방에 남아 있는 유일한 서원이다.

## 참고 자료
- 용강서원 - 국가유산청 국가유산포털
- 용강서원(龍江書院) - 한국서원연합회